# Hasseludden

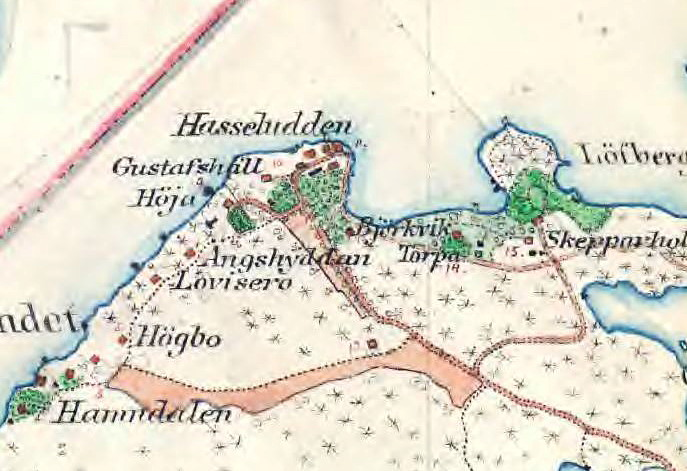
Hasseludden kring sekelskiftet 1900-

Hasseludden är ett område inom kommundelen Boo i Nacka kommun. Geografiskt avgränsas Hasseludden i norr av Östersjön och i söder av Skarpnässkogen.

## Bebyggelse

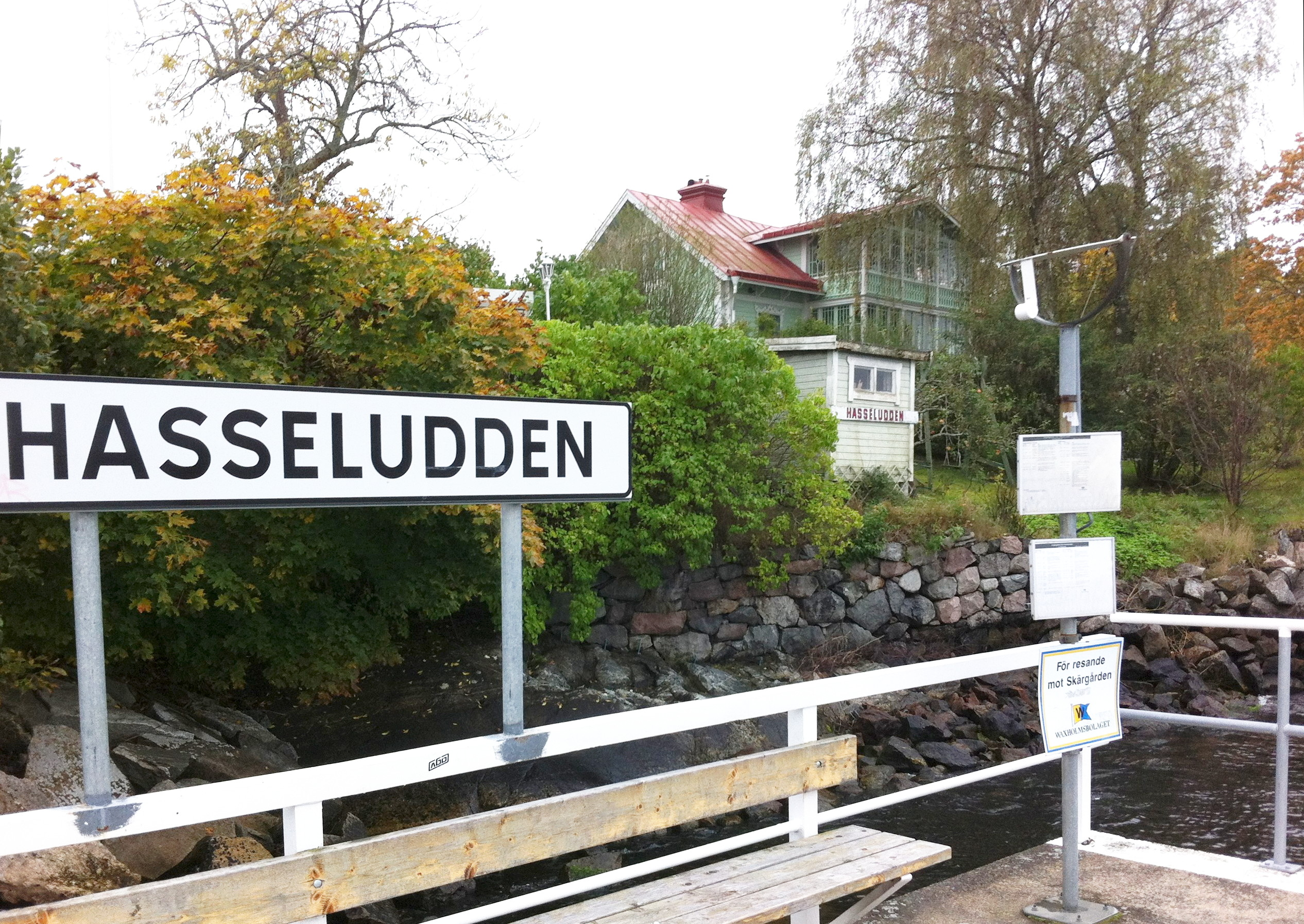
Hasseluddens brygga.

Hasseludden inrymmer ett flertal kulturhistoriskt intressanta och välbevarade villor, så kallade sommarnöjen, vilka är typiska för den äldre bebyggelsen i Stockholms skärgård. Sommarnöjen karaktäriseras av stora sjötomter, lummiga trädgårdar och en rikt utsmyckad panelarkitektur med stora verandor ut mot vattnet (s.k. punschverandor). Bland de mer välbevarade Hasseluddsvillorna kan nämnas Villa Alphyddan från år 1862 samt Villa Gustafshäll. Den senare uppfördes som sommarställe av stadsmäklaren G T Flodman omkring år 1865. På Hasseludden finns även två spa- och konferensanläggningar (Skepparholmen och Yasuragi Hasseludden) samt ett antal exklusiva privatbostäder.
I slutet på 1700-talet låg det välbesökta Hasseluddens värdshus vid Hasseluddens brygga. Idag är värdshusrörelsen nedlagd och bryggan används som angöringsställe för reguljär båtförbindelse till Stockholms City och skärgården.

## Sommarvillor (urval)
Hasseludden rymmer flera kulturhistoriskt värdefulla sommarhus.
- Alphyddan är en tidig sommarvilla i schweizerstil.
- Gustafshäll är en byggnadsminnesförklarad sommarvilla från 1860-talet. Byggnaden har en ovanligt påkostad veranda. På tomten finns också ett annex.
- Sommartorp är ett tidigt exempel på ett prefabricerat sommarhus av mindre cottagetyp från 1887 tillverkat av P J Ekmans fabriker. Byggherre var poeten och arkitekten Albert Theodor Gellerstedt.
- Villa Folkvang är en norskinfluerad vit jugendvilla ritad 1901 av och för arkitekten Folke Zetterwall. Villan är väl synlig från farleden.
- Villa Hamndalen i välbevarad så kallad cottagestil, ritades 1864 av Folke Zettervalls far, Helgo Zettervall. Ligger intill Villa Folkvang.

### Bilder (villor i urval)

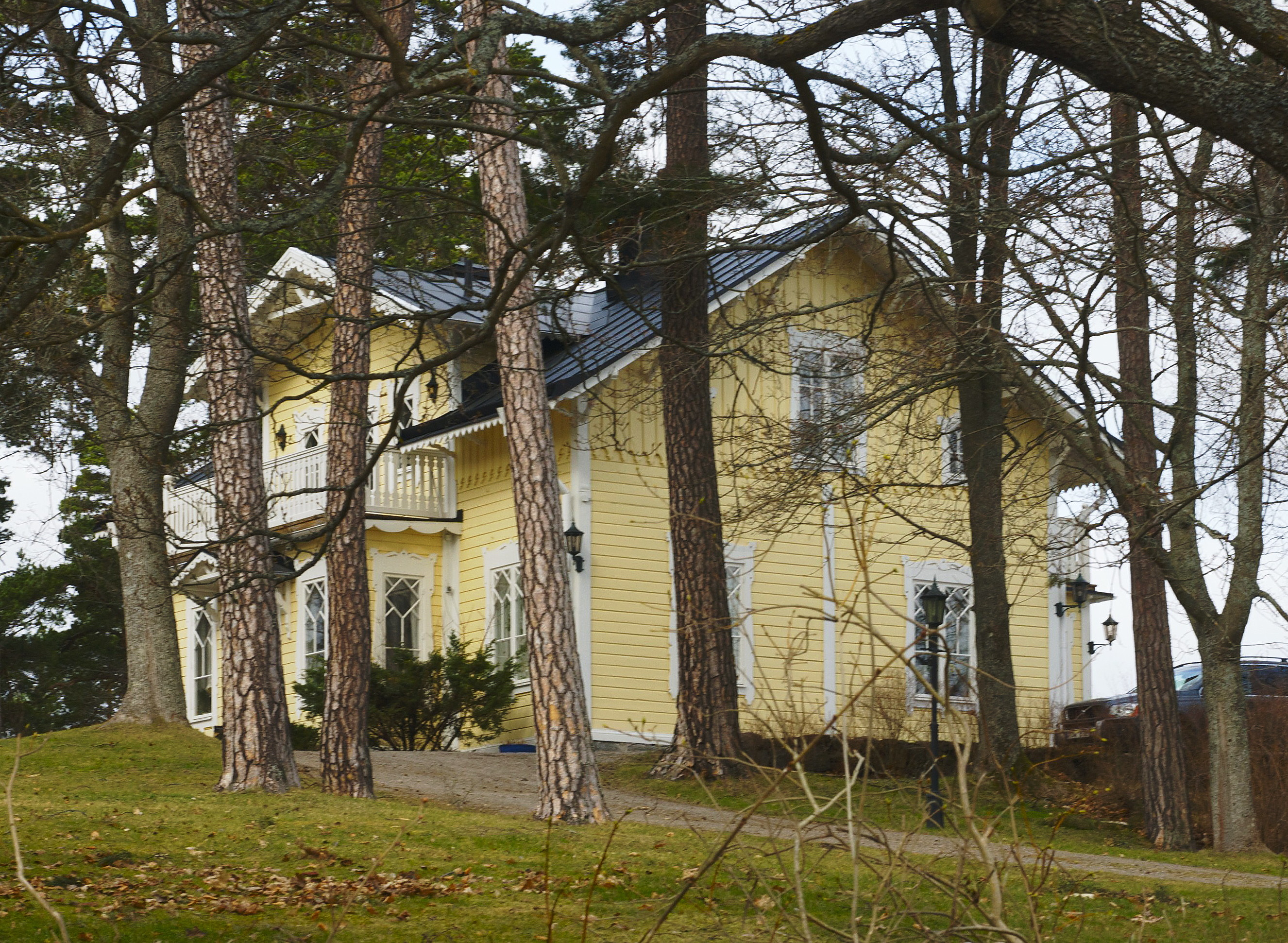
Villa Alphyddan.
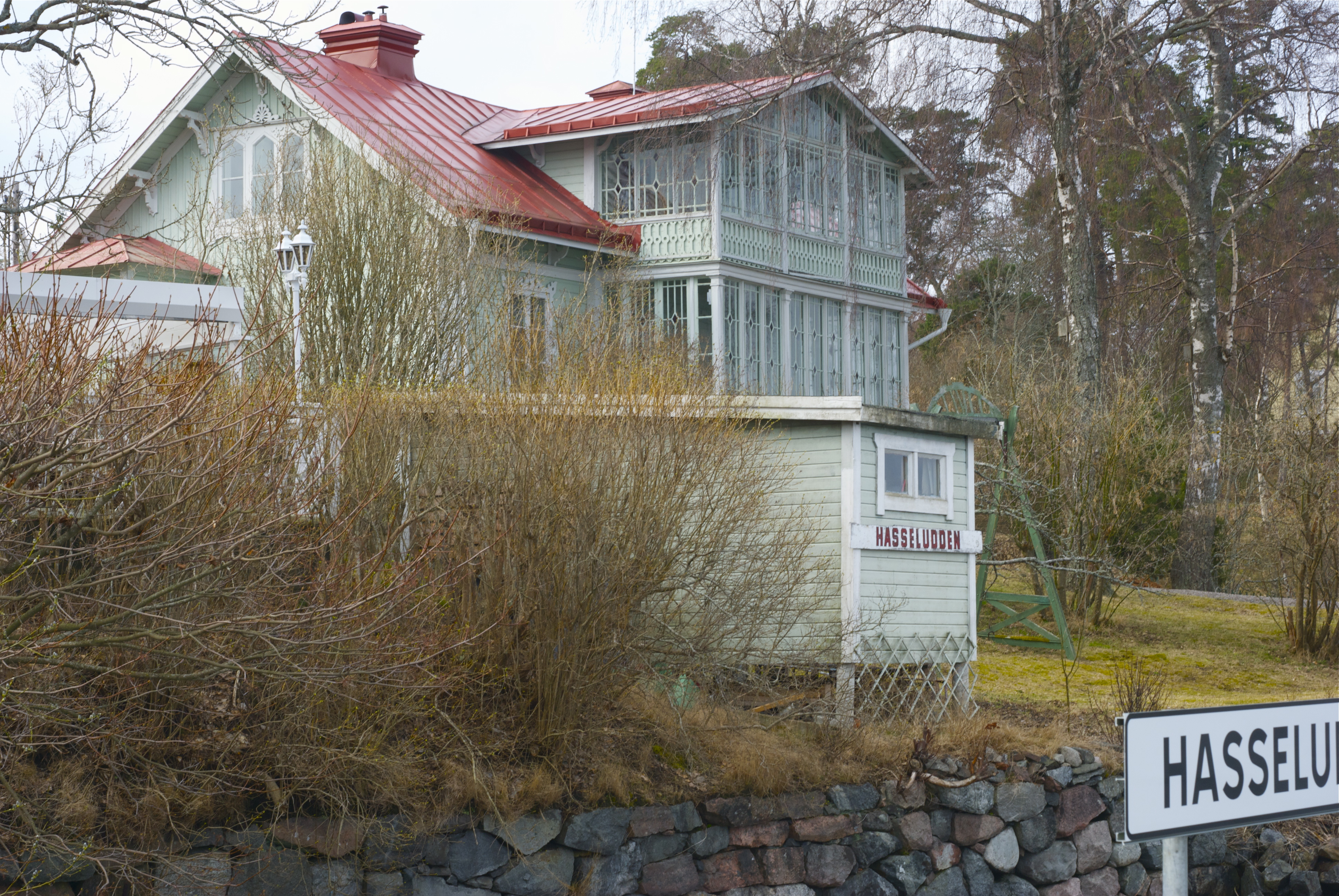
Villa Gustafshäll
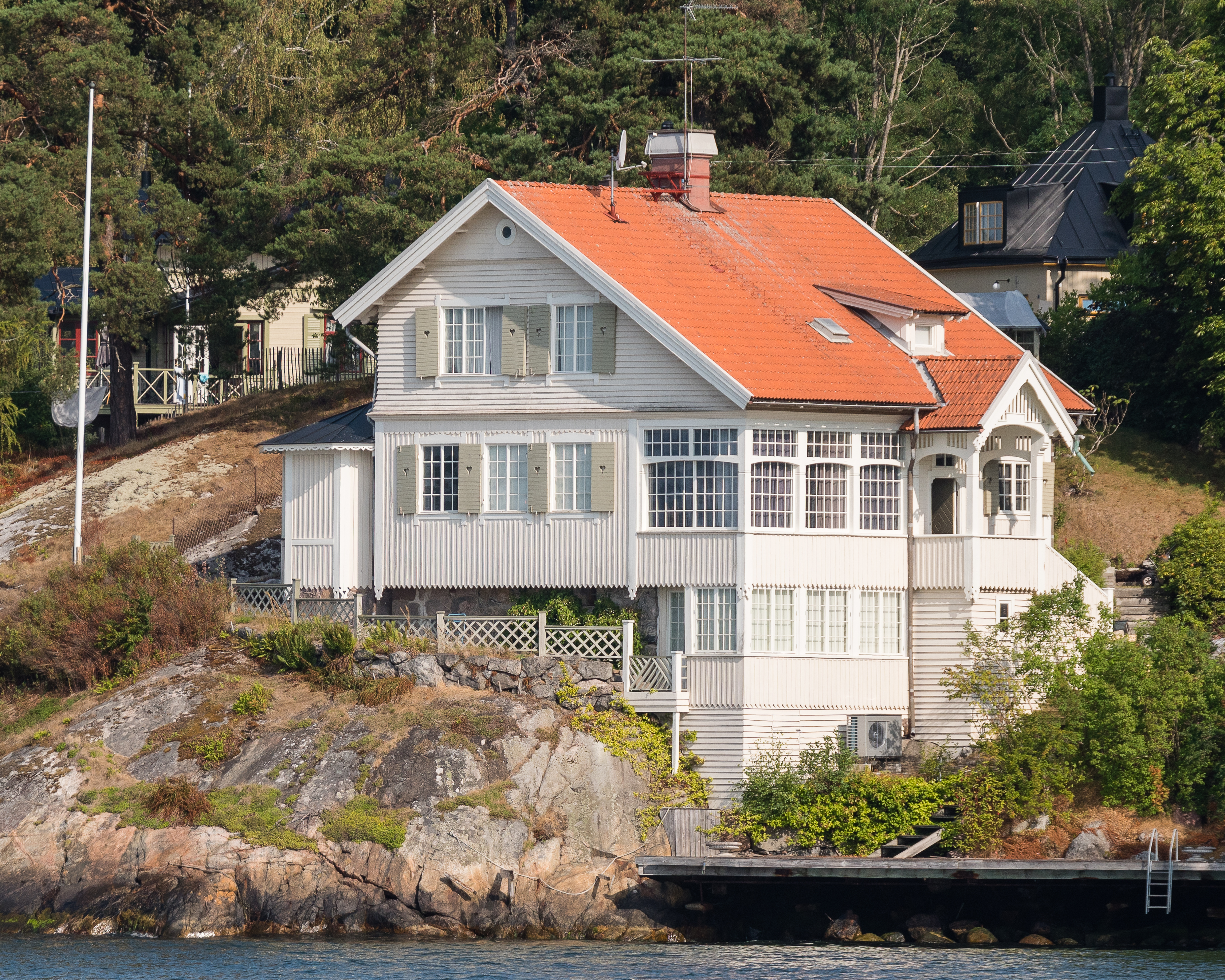
Villa Folkvang
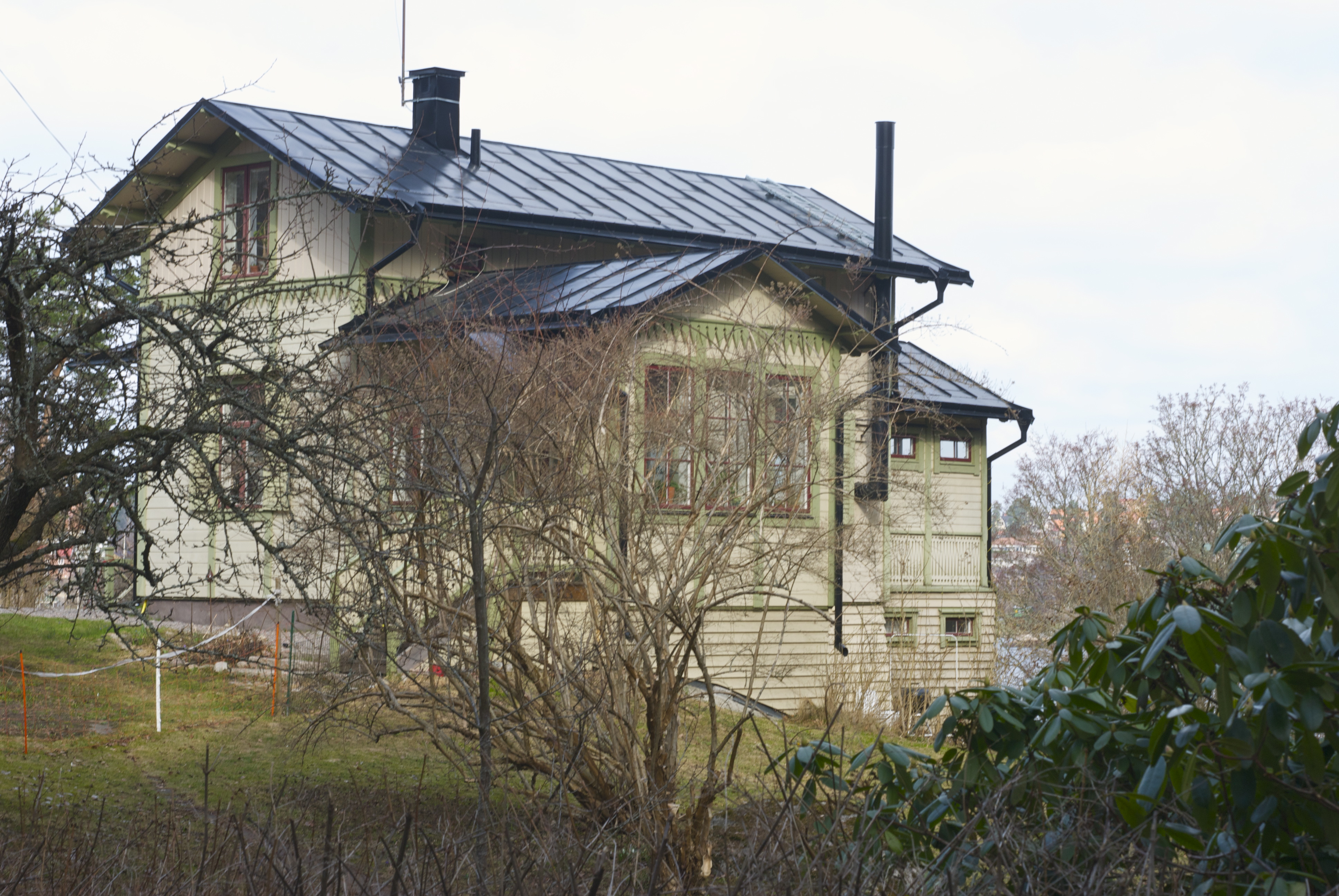
Sommartorp